# The Rogers' Cable
Pour les articles homonymes, voir Rogers.
The Rogers' Cable est un court-métrage québécois réalisé par Jennifer Kierans en 1998. 

## Fiche technique
- Réalisation : Jennifer Kierans
- Scénario : Jennifer Kierans

## Distribution
- Angela Galuppo  (Veronica Rogers)
- Mike MacDonald (Mr. Rogers)
- Louise Hélène Lacasse (Mrs. Rogers)
- Josh Lackman (Darwin Rogers)
- Julien Bessette (Grandpa Rogers)
- Chantal Lonergan (Amy Rogers)